# جایزه نوبل ادبیات ۱۹۵۷
جایزه نوبل ادبیات سال ۱۹۵۷ به نویسنده و فیلسوف فرانسوی آلبر کامو (۱۹۱۳–۱۹۶۰) «به خاطر آثار ادبی مهمش که با جدیت و روشن‌بینی، مسائل وجدان انسانی در زمانه ما را روشن می‌کند» اهدا شد. او نهمین نویسنده فرانسوی است که پس از فرانسوا موریاک رمان‌نویس کاتولیک، در سال ۱۹۵۲ و چهارمین فیلسوف پس از برتراند راسل، فیلسوف تحلیلی بریتانیایی، در سال ۱۹۵۰، این جایزه را دریافت می‌کند.
کامو که در زمان دریافت جایزه ۴۴ ساله بود، پس از رودیارد کیپلینگ (۴۱ ساله)، تبدیل به دومین دریافت‌کننده جوان جایزه نوبل ادبیات است.

## برنده جایزه
کامو فعالیت ادبی خود را در سال ۱۹۳۷ آغاز کرد، اما نقطهٔ عطف کار او با رمان بیگانه (L’étranger) در سال ۱۹۴۲ رقم خورد. این رمان به پوچی زندگی می‌پردازد، موضوعی که کامو در آثار دیگر خود، از جمله اثر فلسفی‌اش افسانه سیزیف (Le mythe de Sisyphe، ۱۹۴۲) نیز به آن بازمی‌گردد. او همچنین به‌عنوان روزنامه‌نگار و نمایش‌نامه‌نویس فعالیت داشت و نمایش‌نامهٔ کالیگولا (۱۹۴۴) تحسین منتقدان تئاتر را برانگیخت. به‌دلیل دوستی‌اش با ژان-پل سارتر، کامو اغلب به‌عنوان اگزیستانسیالیست شناخته می‌شد، اما خود ترجیح می‌داد به هیچ ایدئولوژی‌ای وابسته نباشد. دیگر رمان‌های موفق او شامل طاعون ۱۹۴۷ (La peste)، سقوط ۱۹۵۶(La chute) هستند و خودزندگی‌نامه‌ای ناتمام با عنوان انسان اول (Le Premier homme) نیز پس از مرگش منتشر شد.

## بررسی‌ها و مشورت‌های کمیته نوبل

### نامزدی‌ها
آلبر کامو یازده بار نامزد دریافت جایزه نوبل ادبیات شد، او اولین بار در سال ۱۹۴۹ نامزد دریافت این جایزه شده بود. او یک بار در سال ۱۹۵۷ توسط یک استاد فرانسوی زبان و ادبیات آنگلوساکسون از دانشگاه کان نامزد دریافت جایزه شد که بعداً به او اهدا شد.
در مجموع، کمیته نوبل ۶۶ نامزدی برای ۴۹ نویسنده متفاوت از جمله نیکوس کازانتزاکیس، ادوارد مورگان فورستر، آلبرتو موراویا، ژرژ دوامل، ژول رومن، ازرا پاوند، سن-ژان پرس (برنده جایزه سال ۱۹۶۰)، کارلو لوی، بوریس پاسترناک (برنده جایزه سال ۱۹۵۸) رابرت فراست دریافت کرد. ۱۲ نفر از نامزدها برای اولین بار نامزد شده بودند، از جمله ژان-پل سارتر (برنده جایزه سال ۱۹۶۴)، لنکس رابینسون، یان پاراندوفسکی، ساموئل بکت (برنده جایزه سال ۱۹۶۹)، یاروسواف ایواشکیه‌ویچ، آندره شامسون، واینو لینا، کارلو لوی. آندره مالرو با ۴ پیشنهاد نامزدی، بیشترین تعداد نامزدی را داشت. همچنین چهار نفر از نامزدها زن بودند، گرترود فون لو فورت، کارن بلیکسن، هنریت چاراسون و ماریا دامبروفسکا.
نویسندگانی چون نورالله آتاچ، اریش آورباخ، آرتورو باره‌آ، ارنست برترام، روی کمپبل، جویس کری، خوزه لینز دو رگو، آلفرد دوبلین، کلود فارر، پیتر فروچن، رز فایلمن، اولیور سنت جان گوگارتی، ساشا گیتری، لورا اینگلز وایلدر، اریک آلفرد نادسن، باربو لازاریانو، ویندهام لوئیس، مالکوم لوری، میت متسانورک، کریستوفر مورلی، گیلبرت موری، رالف بارتون پری، کلمنته ربورا، الکسی رمیزوف، اومبرتو سابا، دوروتی ال. سایرز و جوزپه تومازی دی لامپه دوزا در سال ۱۹۵۷ درگذشتند بدون اینکه نامزد دریافت جایزه شوند. والری لاربو شاعر فرانسوی، پیش از تنها فرصت دریافت جایزه درگذشت.
| شماره. | نامزد                     | ملیت                          | ژانر(ها)                         | نامزد کننده(ها)                                                                   |
| ------ | ------------------------- | ----------------------------- | -------------------------------- | --------------------------------------------------------------------------------- |
| ۱      | مارک آلدانوف (۱۸۸۶–۱۹۵۷)  | اوکراین · جمهوری چهارم فرانسه | زندگی‌نامه، رمان، مقاله، نقد ادبی | سامسون سولوویچیک (۱۸۸۷–۱۹۷۴)                                                      |
| ۲      | ریکاردو باکلی (۱۸۹۱–۱۹۸۵) | ایتالیا                       | رمان، نمایشنامه، مقاله           | - ماریو فوبینی (۱۹۰۱–۱۹۷۷) - آلفردو شیافینی (۱۸۹۵–۱۹۷۱) - پائولو توشی (۱۸۹۳–۱۹۷۳) |

## واکنش‌ها
انتخاب آلبر کامو در فرانسه با استقبال خوبی روبرو شد. پس از اعلام جایزه، نویسنده و منتقد ادبی، امیل هنریو، در لوموند نوشت: «او یکی از مردانی است که اندیشه و استعدادش مایه افتخار فرانسه است و شگفت‌انگیز است که این عنوان با چنین درخششی در خارج از کشور شناخته می‌شود. ویژگی‌های ادبی والای آثار او، با پنج یا شش کتاب مهم، بدون شک شایسته جایگاهی است که او در خط مقدم نویسندگان ما دارد.» خود کامو با فروتنی گفت: «کاش مالرو جایزه را می‌برد. او بیشتر از من لیاقتش را داشت.»

## مراسم اهدای جوایز

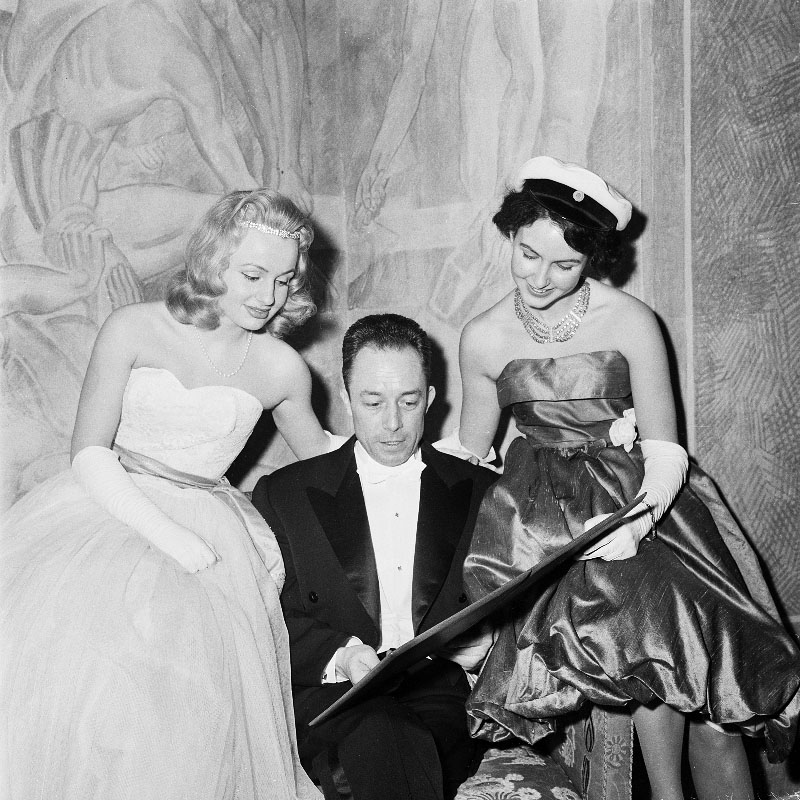
کامو در استکهلم برای دریافت جایزه نوبل ادبیات

در مراسم اهدای جایزه در استکهلم در ۱۰ دسامبر ۱۹۵۷، آندرس اوسترلینگ، دبیر دائمی آکادمی زبان سوئدی، گفت:
آلبر کامو، که شخصیتی فعال و بسیار خلاق است، در مرکز توجه دنیای ادبیات قرار دارد، حتی فراتر از مرزهای فرانسه. او با الهام از تعهدی اخلاقی و اصیل، تمام وجود خود را وقف پرسش‌های بنیادین زندگی می‌کند؛ و بی‌تردید این آرمان، با هدف آرمان‌گرایانه‌ای که جایزه نوبل برای آن بنیان نهاده شده، هم‌راستا است. در پس تأکید بی‌وقفه او بر پوچی وضعیت انسانی، هیچ نگاه منفی‌گرایانهٔ سترونی نهفته نیست. نگاه او به جهان با یک ضرورت نیرومند تکمیل می‌شود، با یک «با این‌حال»، یک فراخوان به اراده که انسان را به شورش در برابر پوچی فرامی‌خواند و از همین‌رو، ارزشی خلق می‌کند.

## ضیافت نوبل
در ضیافت نوبل در تالار شهر استکهلم که در تاریخ ۱۰ دسامبر ۱۹۵۷ انجام شد آلبر کامو سخنرانی‌ای را انجام داد و در آن دربارهٔ ایدهایش دربارهٔ هنر و نقش نویسنده صحبت کرد. پیش از سخنرانی، برنارد کارلگرن، عضو آکادمی سلطنتی علوم سوئد، خطاب به کامو، به نقش برجسته فرانسه در فرهنگ غرب اشاره کرد و گفت:
در نوشته‌های شما، روشنی و شفافیت، ژرف‌نگری و ظرافت، و هنر بی‌همتایی که در زبان ادبی‌تان نهفته است، به‌طرز چشمگیری تجلی یافته‌اند؛ ویژگی‌هایی که ما آن‌ها را تحسین می‌کنیم و از صمیم قلب دوست می‌داریم. ما شما را به‌عنوان نماینده‌ای راستین از آن روح شگفت‌انگیز فرانسوی ارج می‌نهیم.